# Championnat du monde féminin de hockey sur glace 2011
Navigation
Championnat du monde 2009 Championnat du monde 2012
Le Championnat du monde féminin de hockey sur glace 2011 est la quatorzième édition de cette compétition organisée par la Fédération internationale de hockey sur glace (IIHF). Elle a lieu du 16 au 25 avril 2011 pour la première fois en Suisse.
Les cinq divisions inférieures sont disputées indépendamment du groupe Élite.

## Division Élite

### Présentation
La Division Élite se déroule du 16 au 25 avril 2011 en Suisse, une première dans ce pays. Les rencontres sont disputées au Hallenstadion de Zurich et au Eishalle Deutweg de Winterthour. À noter que l'équipe promue, la Slovaquie joue son premier championnat du monde dans le groupe élite.
| Zurich                      | Winterthour                 |
| --------------------------- | --------------------------- |
| Hallenstadion               | Eishalle Deutweg            |
| 47° 24′ 41″ N, 8° 33′ 06″ E | 47° 29′ 43″ N, 8° 44′ 54″ E |
| Capacité: 10 630            | Capacité: 3 000             |
|                             |                             |

### Format de compétition
Les huit équipes participantes sont réparties pour le tour préliminaire en deux groupes de quatre, joués sous la forme de championnat à match simple. Les premiers de chaque groupe se qualifient pour les demi-finales tandis que les équipes classées deuxième et troisième disputent des quarts de finale. Celles finissant quatrième s'affrontent dans un tour de relégation joué au meilleur des trois matchs, le perdant étant relégué en Division I pour l'édition 2012.
Légende : T : Tenant du titre   -   H : Pays hôte    -    P : promu de la Division I

| Groupe A - États-Unis T - Suède - Russie - Slovaquie P | Groupe B - Canada - Finlande - Kazakhstan - Suisse H |

### Tour préliminaire

#### Aperçu des résultats
Légende : Pr. : Prolongation   -   TF : Tirs de fusillade   

| Pays       |      |     |     |  |
| ---------- | ---- | --- | --- |  |
| États-Unis |      |     |     |  |
| Suède      | 1-9  |     |     |  |
| Russie     | 1-13 | 1-7 |     |  |
| Slovaquie  | 0-5  | 0-3 | 1-4 |  |

| Pays       |      |        |     |  |
| ---------- | ---- | ------ | --- |  |
| Canada     |      |        |     |  |
| Finlande   | 0-2  |        |     |  |
| Kazakhstan | 0-7  | 3-5    |     |  |
| Suisse     | 0-12 | 2-1 TF | 6-1 |  |

#### Groupe A

##### Matches
Tous les horaires sont locaux (UTC+2)
| 17 avril 2011 | États-Unis | 5-0 (0-0, 2-0, 3-0) | Slovaquie | Hallenstadion 585 spectateurs |

| Feuille de match   | Feuille de match | Feuille de match    | Feuille de match | Feuille de match                                              |
| ------------------ | --- | ------------------- | ---------------- | ------------------------------------------------------------- |
|                    | Coyne (Engstrom, Knight) - 23 min 50 s Pucci (Lamoureux) - 28 min 18 s Knight (Decker, Cahow) - 40 min 11 s Duggan (Chu) - 40 min 19 s Decker (Knight, Bellamy) - 47 min 27 s | 1-0 2-0 3-0 4-0 5-0 |                  | Arbitrage : Mélanie Bordeleau K. Rumble, B. Schipper-Poeteray |
| Brianne McLaughlin | Gardiens | Zuzana Tomčíková    |                  | Arbitrage : Mélanie Bordeleau K. Rumble, B. Schipper-Poeteray |
| 10 min             | Pénalités | 6 min               |                  | Arbitrage : Mélanie Bordeleau K. Rumble, B. Schipper-Poeteray |
| 63                 | Tirs | 10                  |                  | Arbitrage : Mélanie Bordeleau K. Rumble, B. Schipper-Poeteray |

| 17 avril 2011 | Suède | 7-1 (3-1, 1-0, 3-0) | Russie | Hallenstadion 520 spectateurs |

| Feuille de match | Feuille de match | Feuille de match                                          | Feuille de match    | Feuille de match                                   |
| ---------------- | --- | --------------------------------------------------------- | ------------------- | -------------------------------------------------- |
|                  | Holst (Rundqvist) - 4 min 56 s Holmlov - 7 min 24 s Stenberg (Backman, Rundqvist) - 8 min 45 s Enström (Holmlov, Nordin) - 21 min 38 s Grahm (Andersson, Holst) (SN2) - 40 min 18 s Nevalainen (Holst, Grahm) - 45 min 53 s Borgqvist (Holmlov, Asserholt) - 58 min 46 s | 1-0 2-0 3-0 3-1 4-1 5-1 6-1 7-1                           | 15 min 6 s - Vafina | Arbitrage : Erin Blair M. Skovbakke, J. Tauriainen |
| Sara Grahn       | Gardiens | Anna Prougova (46 min) Valentina Ostrovliantchik (14 min) |                     | Arbitrage : Erin Blair M. Skovbakke, J. Tauriainen |
| 14 min           | Pénalités | 14 min                                                    |                     | Arbitrage : Erin Blair M. Skovbakke, J. Tauriainen |
| 40               | Tirs | 37                                                        |                     | Arbitrage : Erin Blair M. Skovbakke, J. Tauriainen |

| 18 avril 2011 | Suède | 3-0 (1-0, 1-0, 1-0) | Slovaquie | Hallenstadion 829 spectateurs |

| Feuille de match | Feuille de match | Feuille de match | Feuille de match | Feuille de match                                   |
| ---------------- | --- | ---------------- | ---------------- | -------------------------------------------------- |
|                  | Nevalainen (Holst, Eliasson) (SN) - 5 min 53 s Winberg (Holmlov, Enström) - 38 min 34 s Grahm (Holst, Andersson) (SN) - 53 min 39 s | 1-0              |                  | Arbitrage : Joy Tottman AS. Boniface, M. Skovbakke |
| Kim Martin       | Gardiens | Zuzana Tomčíková |                  | Arbitrage : Joy Tottman AS. Boniface, M. Skovbakke |
| 10 min           | Pénalités | 14 min           |                  | Arbitrage : Joy Tottman AS. Boniface, M. Skovbakke |
| 74               | Tirs | 15               |                  | Arbitrage : Joy Tottman AS. Boniface, M. Skovbakke |

| 18 avril 2011 | Russie | 1-13 (0-5, 1-3, 0-5) | États-Unis | Hallenstadion 535 spectateurs |

| Feuille de match          | Feuille de match                   | Feuille de match                                            | Feuille de match | Feuille de match                                                |
| ------------------------- | ---------------------------------- | ----------------------------------------------------------- | --- | --------------------------------------------------------------- |
|                           | Lebedeva (Terenteva) - 39 min 59 s | 0-1 0-2 0-3 0-4 0-5 0-6 0-7 0-8 1-8 1-9 1-10 1-11 1-12 1-13 | 7 min 3 s - Knight (Duggan, Chu) (SN) 9 min 25 s - Schleper (Coyne, Decker) 10 min 42 s - Chu (Potter) 12 min 14 s - Ruggiero (Decker) 15 min 21 s - Duggan (IN) 26 min 20 s - Cahow (Knight, Coyne) (SN) 31 min 33 s - Knight (Duggan, Chu) (SN) 31 min 56 s - Decker (Knight) 46 min 41 s - Knight (Chu, Duggan) (SN) 48 min 7 s - Stack (Marvin, Steadman) 50 min 35 s - Coyne (Knight, Engstrom) 51 min 55 s - Bellamy (Stack, Marvin) 55 min 40 s - Ruggiero (Decker, Marvin) (SN) | Arbitrage : Nicole Hertrich B. Schipper-Poeteray, J. Tauriainen |
| Valentina Ostrovliantchik | Gardiens                           | Molly Schaus                                                | | Arbitrage : Nicole Hertrich B. Schipper-Poeteray, J. Tauriainen |
| 18 min                    | Pénalités                          | 20 min                                                      | | Arbitrage : Nicole Hertrich B. Schipper-Poeteray, J. Tauriainen |
| 20                        | Tirs                               | 57                                                          | | Arbitrage : Nicole Hertrich B. Schipper-Poeteray, J. Tauriainen |

| 20 avril 2011 | Slovaquie | 1-4 (0-1, 0-0, 1-3) | Russie | Eishalle Deutweg 257 spectateurs |

| Feuille de match | Feuille de match        | Feuille de match    | Feuille de match | Feuille de match                             |
| ---------------- | ----------------------- | ------------------- | --- | -------------------------------------------- |
|                  | Kapustová - 57 min 24 s | 0-1 0-2 0-3 0-4 1-4 | 19 min 54 s - Bourina (Serguina, Permiakova) (IN) 43 min 58 s - Smolentseva (Gavrilova, Serguina) 47 min 11 s - Bourina (Serguina, Skiba) 56 min 38 s - Vafina (Kapoustina) (IN) | Arbitrage : Aina Hove A. Judith, A. Hanrahan |
| Zuzana Tomčíková | Gardiens                | Anna Prougova       | | Arbitrage : Aina Hove A. Judith, A. Hanrahan |
| 6 min            | Pénalités               | 12 min              | | Arbitrage : Aina Hove A. Judith, A. Hanrahan |
| 19               | Tirs                    | 52                  | | Arbitrage : Aina Hove A. Judith, A. Hanrahan |

| 20 avril 2011 | États-Unis | 9-1 (4-0, 5-0, 0-1) | Suède | Eishalle Deutweg 748 spectateurs |

| Feuille de match | Feuille de match | Feuille de match                        | Feuille de match                            | Feuille de match                                |
| ---------------- | --- | --------------------------------------- | ------------------------------------------- | ----------------------------------------------- |
|                  | Stack (Decker) (SN) - 5 min 2 s Schoullis (Steadman, Potter) - 8 min 48 s Lamoureux-Kolls (Lamoureux, Stack) - 11 min 30 s Potter (Chu, Knight) - 19 min 54 s Duggan (Knight) (SN) - 23 min 34 s Schoullis (Potter) - 27 min 9 s Coyne (Cahow) - 31 min 0 s Lamoureux (Lamoureux-Kolls) - 33 min 10 s Duggan (Chu, Schleper) - 39 min 10 s | 1-0 2-0 3-0 4-0 5-0 6-0 7-0 8-0 9-0 9-1 | 43 min 28 s - Grahm (Holst, Andersson) (SN) | Arbitrage : Ulla Sipila Z. Arazimova, K. Rumble |
| Jessie Vetter    | Gardiens | Sara Grahn (35 min) Kim Martin (25 min) |                                             | Arbitrage : Ulla Sipila Z. Arazimova, K. Rumble |
| 8 min            | Pénalités | 10 min                                  |                                             | Arbitrage : Ulla Sipila Z. Arazimova, K. Rumble |
| 51               | Tirs | 17                                      |                                             | Arbitrage : Ulla Sipila Z. Arazimova, K. Rumble |

##### Classement
| Clt   | Équipe     | PJ | V | VP | D | DP | BP | BC | Diff | Pts |
| ----- | ---------- | -- | - | -- | - | -- | -- | -- | ---- | --- |
| +001, | États-Unis | 3  | 3 | 0  | 0 | 0  | 27 | 2  | +25  | 9   |
| +002, | Suède      | 3  | 2 | 0  | 0 | 1  | 11 | 10 | +1   | 6   |
| +003, | Russie     | 3  | 1 | 0  | 0 | 2  | 6  | 21 | -15  | 3   |
| +004, | Slovaquie  | 3  | 0 | 0  | 0 | 3  | 1  | 12 | -11  | 0   |

- Qualifié pour les demi-finales
- Qualifié pour les quarts de finale

Pour les significations des abréviations, voir statistiques du hockey sur glace.

#### Groupe B

##### Matches
Tous les horaires sont locaux (UTC+2)
| 16 avril 2011 | Finlande | 5-3 (2-1, 2-0, 1-2) | Kazakhstan | Eishalle Deutweg 634 spectateurs |

| Feuille de match | Feuille de match | Feuille de match                | Feuille de match                                                                                    | Feuille de match                                |
| ---------------- | --- | ------------------------------- | --------------------------------------------------------------------------------------------------- | ----------------------------------------------- |
|                  | Lund (Villila, Tapani) - 4 min 20 s Rajahuhta (Tuominen, Helin) (SN) - 9 min 33 s Rantamaki (Karvinen) - 24 min 1 s Tapani - 39 min 15 s Karvinen (Hiirikoski) - 48 min 31 s | 1-0 1-1 2-1 3-1 4-1 4-2 5-2 5-3 | 6 min 22 s - Yakovchuk (SN) 40 min 48 s - Yakovchuk (Konysheva) 49 min 44 s - Tukhtyeva (Konysheva) | Arbitrage : Joy Tottman A. Judith, Z. Arazimova |
| Maija Hassinen   | Gardiens | Daria Obydennova                | | Arbitrage : Joy Tottman A. Judith, Z. Arazimova |
| 8 min            | Pénalités | 4 min                           | | Arbitrage : Joy Tottman A. Judith, Z. Arazimova |
| 62               | Tirs | 15                              | | Arbitrage : Joy Tottman A. Judith, Z. Arazimova |

| 16 avril 2011 | Canada | 12-0 (3-0, 5-0, 4-0) | Suisse | Eishalle Deutweg 2 900 spectateurs |

| Feuille de match | Feuille de match | Feuille de match                                        | Feuille de match | Feuille de match                                      |
| ---------------- | --- | ------------------------------------------------------- | ---------------- | ----------------------------------------------------- |
|                  | Piper (Agosta, Slusar) - 10 min 42 s Irwin (Johnston, Larocque) (IN) - 16 min 2 s Wickenheiser (Agosta) (IN) - 18 min 33 s Mikkelson (Wickenheiser) - 23 min 1 s Apps (Bonhomme) (SN) - 26 min 33 s Johnston (Watchorn, Irwin) (SN) - 29 min 4 s Poulin-Nadeau (Vaillancourt) - 34 min 30 s Wakefield (Bonhomme) - 34 min 44 s Piper (Spooner, Bonhomme) (SN) - 41 min 57 s Hefford (Agosta) - 42 min 40 s Piper - 54 min 29 s Bonhomme (Apps, Watchorn) (SN) - 59 min 33 s | 1-0 2-0 3-0 4-0 5-0 6-0 7-0 8-0 9-0 10-0 11-0 12-0      |                  | Arbitrage : Nicole Hertrich T. Bjorkman, AS. Boniface |
| Charline Labonté | Gardiens | Florence Schelling (34 min) Sophie Anthamatten (26 min) |                  | Arbitrage : Nicole Hertrich T. Bjorkman, AS. Boniface |
| 16 min           | Pénalités | 14 min                                                  |                  | Arbitrage : Nicole Hertrich T. Bjorkman, AS. Boniface |
| 67               | Tirs | 19                                                      |                  | Arbitrage : Nicole Hertrich T. Bjorkman, AS. Boniface |

| 17 avril 2011 | Kazakhstan | 0-7 (0-2, 0-3, 0-2) | Canada | Eishalle Deutweg 411 spectateurs |

| Feuille de match | Feuille de match | Feuille de match            | Feuille de match | Feuille de match                               |
| ---------------- | ---------------- | --------------------------- | --- | ---------------------------------------------- |
|                  |                  | 0-1 0-2 0-3 0-4 0-5 0-6 0-7 | 9 min 22 s - Ouellette (Vaillancourt, Poulin-Nadeau) (SN) 12 min 5 s Wickenheiser 20 min 55 s - Poulin-Nadeau (Ouellette) 27 min 33 s - Mikkelson 39 min 46 s - Mikkelson (Vaillancourt, Catherine Ward) (SN) 43 min 42 s - Irwin (Johnston, Larocque) 52 min 1 s - Spooner | Arbitrage : Ulla Sipila A. Judith, A. Hanrahan |
| Daria Obydennova | Gardiens         | Kim St-Pierre               | | Arbitrage : Ulla Sipila A. Judith, A. Hanrahan |
| 12 min           | Pénalités        | 2 min                       | | Arbitrage : Ulla Sipila A. Judith, A. Hanrahan |
| 13               | Tirs             | 71                          | | Arbitrage : Ulla Sipila A. Judith, A. Hanrahan |

| 18 avril 2011 | Finlande | 1-2 (pr) (1-0, 0-1, 0-0, 0-1) | Suisse | Eishalle Deutweg 2 117 spectateurs |

| Feuille de match | Feuille de match                  | Feuille de match   | Feuille de match                                              | Feuille de match                                |
| ---------------- | --------------------------------- | ------------------ | ------------------------------------------------------------- | ----------------------------------------------- |
|                  | Niskanen (Saarimaki) - 5 min 51 s | 1-0 1-1 1-2        | 38 min 50 s - Bullo (Meier, Benz) (SN) 61 min 50 s - S. Marty | Arbitrage : Aina Hove Z. Arazimova, T. Bjorkman |
| Noora Räty       | Gardiens                          | Florence Schelling |                                                               | Arbitrage : Aina Hove Z. Arazimova, T. Bjorkman |
| 16 min           | Pénalités                         | 16 min             |                                                               | Arbitrage : Aina Hove Z. Arazimova, T. Bjorkman |
| 44               | Tirs                              | 30                 |                                                               | Arbitrage : Aina Hove Z. Arazimova, T. Bjorkman |

| 19 avril 2011 | Canada | 2-0 (1-0, 0-0, 1-0) | Finlande | Eishalle Deutweg 614 spectateurs |

| Feuille de match | Feuille de match                                                                 | Feuille de match | Feuille de match | Feuille de match                                         |
| ---------------- | -------------------------------------------------------------------------------- | ---------------- | ---------------- | -------------------------------------------------------- |
|                  | Johnston (Irwin) - 12 min 46 s Hefford (Agosta, Wickenheiser) (CV) - 59 min 34 s | 1-0 2-0          |                  | Arbitrage : Erin Blair A. Hanrahan, B. Schipper-Poeteray |
| Shannon Szabados | Gardiens                                                                         | Noora Räty       |                  | Arbitrage : Erin Blair A. Hanrahan, B. Schipper-Poeteray |
| 8 min            | Pénalités                                                                        | 26 min           |                  | Arbitrage : Erin Blair A. Hanrahan, B. Schipper-Poeteray |
| 50               | Tirs                                                                             | 14               |                  | Arbitrage : Erin Blair A. Hanrahan, B. Schipper-Poeteray |

| 19 avril 2011 | Suisse | 6-1 (3-0, 1-0, 2-1) | Kazakhstan | Eishalle Deutweg 2 436 spectateurs |

| Feuille de match   | Feuille de match | Feuille de match            | Feuille de match                  | Feuille de match                                      |
| ------------------ | --- | --------------------------- | --------------------------------- | ----------------------------------------------------- |
|                    | Thalmann (Hafliger) - 4 min 49 s J.Marty (Stiefel, Raselli) - 6 min 37 s Leimgruber (Stalder, Lehmann) - 18 min 14 s Leimgruber (Stanz) - 32 min 31 s Benz (J. Marty) (IN) - 46 min 46 s Meier (Schelling) (SN) - 57 min 6 s | 1-0 2-0 3-0 4-0 4-1 5-1 6-1 | 42 min 2 s - Yakovchuk (Shu) (SN) | Arbitrage : Mélanie Bordeleau K. Rumble, M. Skovbakke |
| Florence Schelling | Gardiens | Daria Obydennova            |                                   | Arbitrage : Mélanie Bordeleau K. Rumble, M. Skovbakke |
| 14 min             | Pénalités | 4 min                       |                                   | Arbitrage : Mélanie Bordeleau K. Rumble, M. Skovbakke |
| 53                 | Tirs | 21                          |                                   | Arbitrage : Mélanie Bordeleau K. Rumble, M. Skovbakke |

##### Classement
| Clt   | Équipe     | PJ | V | VP | D | DP | BP | BC | Diff | Pts |
| ----- | ---------- | -- | - | -- | - | -- | -- | -- | ---- | --- |
| +001, | Canada     | 3  | 3 | 0  | 0 | 0  | 21 | 0  | +21  | 9   |
| +002, | Suisse     | 3  | 1 | 1  | 0 | 1  | 8  | 14 | -6   | 5   |
| +003, | Finlande   | 3  | 1 | 0  | 1 | 1  | 6  | 7  | -1   | 4   |
| +004, | Kazakhstan | 3  | 0 | 0  | 0 | 3  | 4  | 18 | -14  | 0   |

- Qualifié pour les quarts de finale
- Joue le tour de relégation

Pour les significations des abréviations, voir statistiques du hockey sur glace.

### Tour de relégation
Tous les horaires sont locaux (UTC+2)
| 22 avril 2011 | Slovaquie | 1-0 (0-0, 0-0, 1-0) | Kazakhstan | Eishalle Deutweg 127 spectateurs |

| Feuille de match | Feuille de match                  | Feuille de match | Feuille de match | Feuille de match                                |
| ---------------- | --------------------------------- | ---------------- | ---------------- | ----------------------------------------------- |
|                  | Džurňáková (Gápová) - 47 min 59 s | 1-0              |                  | Arbitrage : Aina Hove T. Bjorkman, AS. Boniface |
| Zuzana Tomčíková | Gardiens                          | Daria Obydennova |                  | Arbitrage : Aina Hove T. Bjorkman, AS. Boniface |
| 0 min            | Pénalités                         | 6 min            |                  | Arbitrage : Aina Hove T. Bjorkman, AS. Boniface |
| 34               | Tirs                              | 25               |                  | Arbitrage : Aina Hove T. Bjorkman, AS. Boniface |

| 24 avril 2011 | Kazakhstan | 1-2 (TB) (1-0, 0-0, 0-1, 0-0, 0-1) | Slovaquie | Eishalle Deutweg 113 spectateurs |

| Feuille de match | Feuille de match                            | Feuille de match | Feuille de match                                                 | Feuille de match                                            |
| ---------------- | ------------------------------------------- | ---------------- | ---------------------------------------------------------------- | ----------------------------------------------------------- |
|                  | Shu (Sviridova, Shtelmaister) - 10 min 46 s | 1-0 1-1 1-2      | 53 min 55 s - Karafiátová (Matejová) (SN) 65 min 0 s - Veličková | Arbitrage : Ulla Sipila B. Schipper-Poeteray, J. Tauriainen |
| Daria Obydennova | Gardiens                                    | Zuzana Tomčíková |                                                                  | Arbitrage : Ulla Sipila B. Schipper-Poeteray, J. Tauriainen |
| 12 min           | Pénalités                                   | 2 min            |                                                                  | Arbitrage : Ulla Sipila B. Schipper-Poeteray, J. Tauriainen |
| 36               | Tirs                                        | 38               |                                                                  | Arbitrage : Ulla Sipila B. Schipper-Poeteray, J. Tauriainen |

### Phase finale

#### Tableau
|  | Quarts de finale          | Quarts de finale          |                           |                           | Demi-finales              | Demi-finales              |  |  | Finale                    | Finale                    |
|  | Quarts de finale          | Quarts de finale          |                           |                           | Demi-finales              | Demi-finales              |  |  | Finale                    | Finale                    |
|  |                           |                           |                           |                           |                           |                           |  |  |                           |                           |
|  | 22 avril 2011, 16 min 0 s | 22 avril 2011, 16 min 0 s |                           |                           | 23 avril 2011, 16 min 0 s | 23 avril 2011, 16 min 0 s |  |  | 25 avril 2011, 20 min 0 s | 25 avril 2011, 20 min 0 s |
|  | 22 avril 2011, 16 min 0 s | 22 avril 2011, 16 min 0 s |                           |                           | 23 avril 2011, 16 min 0 s | 23 avril 2011, 16 min 0 s |  |  | 25 avril 2011, 20 min 0 s | 25 avril 2011, 20 min 0 s |
|  | 22 avril 2011, 16 min 0 s | 22 avril 2011, 16 min 0 s | Canada                    | 4                         |                           |                           |  |  | 25 avril 2011, 20 min 0 s | 25 avril 2011, 20 min 0 s |
|  | Suède                     | 1                         | Canada                    | 4                         |                           |                           |  |  | 25 avril 2011, 20 min 0 s | 25 avril 2011, 20 min 0 s |
|  | Suède                     | 1                         | Finlande                  | 1                         |                           |                           |  |  | 25 avril 2011, 20 min 0 s | 25 avril 2011, 20 min 0 s |
|  | Finlande                  | 5                         | Finlande                  | 1                         |                           |                           |  |  | 25 avril 2011, 20 min 0 s | 25 avril 2011, 20 min 0 s |
|  | Finlande                  | 5                         | 23 avril 2011, 20 min 0 s | 23 avril 2011, 20 min 0 s | Canada                    | 2                         |  |  |                           |                           |
|  | 22 avril 2011, 20 min 0 s |                           | 23 avril 2011, 20 min 0 s | 23 avril 2011, 20 min 0 s | Canada                    | 2                         |  |  |                           |                           |
|  |                           | États-Unis                | 23 avril 2011, 20 min 0 s | 23 avril 2011, 20 min 0 s | 3                         |                           |  |  |                           |                           |
|  | Suisse                    | États-Unis                | 23 avril 2011, 20 min 0 s | 23 avril 2011, 20 min 0 s | 3                         | 4                         |  |  |                           |                           |
|  | Suisse                    | États-Unis                | 5                         |                           |                           | 4                         |  |  |                           |                           |
|  | Russie                    | États-Unis                | 5                         | 5                         |                           |                           |  |  |                           |                           |
|  | Russie                    | Russie                    | 1                         | 5                         |                           |                           |  |  |                           |                           |
|  |                           | Russie                    | 1                         |                           |                           |                           |  |  |                           |                           |

##### Quarts de finale
Tous les horaires sont locaux (UTC+2)
| 22 avril 2011 | Suède | 1-5 (0-3, 0-1, 1-1) | Finlande | Hallenstadion 931 spectateurs |

| Feuille de match                       | Feuille de match                 | Feuille de match        | Feuille de match | Feuille de match                                     |
| -------------------------------------- | -------------------------------- | ----------------------- | --- | ---------------------------------------------------- |
|                                        | Holst (Grahm) (SN) - 43 min 43 s | 0-1 0-2 0-3 0-4 1-4 1-5 | 1 min 42 s - Karvinen (Hiirikoski) 6 min 23 s - Karvinen (Rantamaki, Niskanen) 13 min 8 s - Rajahuhta (Tuominen, Tapani) 37 min 44 s - Rantamaki (Karvinen, Niskanen) (SN) 56 min 23 s - Rantamaki (Karvinen, Lindstedt) (SN) | Arbitrage : Mélanie Bordeleau A. Hanrahan, K. Rumble |
| Sara Grahn (6 min) Kim Martin (54 min) | Gardiens                         | Noora Räty              | | Arbitrage : Mélanie Bordeleau A. Hanrahan, K. Rumble |
| 16 min                                 | Pénalités                        | 12 min                  | | Arbitrage : Mélanie Bordeleau A. Hanrahan, K. Rumble |
| 39                                     | Tirs                             | 32                      | | Arbitrage : Mélanie Bordeleau A. Hanrahan, K. Rumble |

| 22 avril 2011 | Suisse | 4-5 (pr) (1-0, 2-0, 1-4, 0-1) | Russie | Hallenstadion 4 123 spectateurs |

| Feuille de match   | Feuille de match | Feuille de match                    | Feuille de match | Feuille de match                                    |
| ------------------ | --- | ----------------------------------- | --- | --------------------------------------------------- |
|                    | Leimgruber - 0 min 35 s Benz (J. Marty, S. Marty) - 25 min 50 s Benz -33 min 33 s S. Marty (Stiefel, Stalder) - 59 min 17 s | 1-0 2-0 3-0 3-1 3-2 3-3 3-4 4-4 4-5 | 47 min 49 s - Smolentseva (Vafina) 50 min 47 s - Permiakova (Gavrilova, Serguina) (SN) 52 min 1 s - Kapoustina (Gavrilova) 54 min 21 s - Sossina (Khomitch) (SN) 62 min 58 s - Bourina | Arbitrage : Joy Tottman Z. Arazimova, J. Tauriainen |
| Florence Schelling | Gardiens | Anna Prougova                       | | Arbitrage : Joy Tottman Z. Arazimova, J. Tauriainen |
| 14 min             | Pénalités | 10 min                              | | Arbitrage : Joy Tottman Z. Arazimova, J. Tauriainen |
| 44                 | Tirs | 33                                  | | Arbitrage : Joy Tottman Z. Arazimova, J. Tauriainen |

##### Match pour la cinquième place
| 24 avril 2011 | Suède | 3-2 (TB) (2-2, 0-0, 0-0, 0-0, 1-0) | Suisse | Hallenstadion 2 043 spectateurs |

| Feuille de match | Feuille de match                                                                                 | Feuille de match    | Feuille de match                                                           | Feuille de match                                   |
| ---------------- | ------------------------------------------------------------------------------------------------ | ------------------- | -------------------------------------------------------------------------- | -------------------------------------------------- |
|                  | Eliasson (Enström) (SN) - 5 min 4 s Enström (Holmlov, Winberg) - 8 min 22 s Holmlov - 65 min 0 s | 1-0 2-0 2-1 2-2 3-2 | 10 min 36 s - Stiefel (Benz, Thalmann) (SN) 17 min 4 s - Bullo (Zollinger) | Arbitrage : Joy Tottman AS. Boniface, M. Skovbakke |
| Kim Martin       | Gardiens                                                                                         | Florence Schelling  |                                                                            | Arbitrage : Joy Tottman AS. Boniface, M. Skovbakke |
| 28 min           | Pénalités                                                                                        | 18 min              |                                                                            | Arbitrage : Joy Tottman AS. Boniface, M. Skovbakke |
| 75               | Tirs                                                                                             | 33                  |                                                                            | Arbitrage : Joy Tottman AS. Boniface, M. Skovbakke |

##### Demi-finales
| 23 avril 2011 | Canada | 4-1 (2-1, 0-0, 2-0) | Finlande | Hallenstadion 912 spectateurs |

| Feuille de match | Feuille de match | Feuille de match    | Feuille de match                             | Feuille de match                               |
| ---------------- | --- | ------------------- | -------------------------------------------- | ---------------------------------------------- |
|                  | Johnston (Wakefield) - 10 min 17 s Poulin-Nadeau (Ouellette) - 19 min 4 s Hefford (Agosta) - 40 min 43 s Wickenheiser (Slusar, Hefford) (IN) - 48 min 18 s | 1-0 1-1 2-1 3-1 4-1 | 11 min 43 s - Karvinen (Niskanen, Rantamaki) | Arbitrage : Erin Blair A. Judith, AS. Boniface |
| Charline Labonté | Gardiens | Noora Räty          |                                              | Arbitrage : Erin Blair A. Judith, AS. Boniface |
| 8 min            | Pénalités | 6 min               |                                              | Arbitrage : Erin Blair A. Judith, AS. Boniface |
| 78               | Tirs | 16                  |                                              | Arbitrage : Erin Blair A. Judith, AS. Boniface |

| 23 avril 2011 | États-Unis | 5-1 (2-1, 2-0, 1-0) | Russie | Hallenstadion 821 spectateurs |

| Feuille de match | Feuille de match | Feuille de match    | Feuille de match                              | Feuille de match                                       |
| ---------------- | --- | ------------------- | --------------------------------------------- | ------------------------------------------------------ |
|                  | Lamoureux-Kolls (Lamoureux) - 11 min 31 s Coyne (Decker, Knight) - 12 min 5 s Lamoureux (Lamoureux-Kolls, Decker) - 24 min 8 s Decker (Cahow, Lamoureux-Kolls) (SN) - 26 min 59 s Decker (Lamoureux-Kolls) (SN) - 52 min 18 s | 0-1 1-1 2-1 3-1 4-1 | 3 min 21 s - Gavrilova (Sossina, Smolentseva) | Arbitrage : Nicole Hertrich T. Bjorkman, J. Tauriainen |
| Jessie Vetter    | Gardiens | Anna Prougova       |                                               | Arbitrage : Nicole Hertrich T. Bjorkman, J. Tauriainen |
| 10 min           | Pénalités | 10 min              |                                               | Arbitrage : Nicole Hertrich T. Bjorkman, J. Tauriainen |
| 68               | Tirs | 14                  |                                               | Arbitrage : Nicole Hertrich T. Bjorkman, J. Tauriainen |

##### Match pour la troisième place
| 25 avril 2011 | Finlande | 3-2 (pr) (1-0, 1-0, 0-2, 1-0) | Russie | Hallenstadion 2 463 spectateurs |

| Feuille de match | Feuille de match                                                                                             | Feuille de match    | Feuille de match                                                                                 | Feuille de match                                     |
| ---------------- | --- | ------------------- | ------------------------------------------------------------------------------------------------ | ---------------------------------------------------- |
|                  | Tuominen - 14 min 15 s Tuominen (Hallvar, Rajahuhta) - 21 min 18 s Rantamaki (Helin, Karvinen) - 62 min 49 s | 1-0 2-0 2-1 2-2 3-2 | 49 min 54 s - Dioubanok (Sossina, Serguina) 52 min 30 s - Serguina (Kapoustina, Permiakova) (SN) | Arbitrage : Mélanie Bordeleau A. Hanrahan, K. Rumble |
| Noora Räty       | Gardiens | Anna Prougova       |                                                                                                  | Arbitrage : Mélanie Bordeleau A. Hanrahan, K. Rumble |
| 10 min           | Pénalités | 12 min              |                                                                                                  | Arbitrage : Mélanie Bordeleau A. Hanrahan, K. Rumble |
| 49               | Tirs | 37                  |                                                                                                  | Arbitrage : Mélanie Bordeleau A. Hanrahan, K. Rumble |

##### Finale
| 25 avril 2011 | États-Unis | 3-2 (pr) (1-1, 1-0, 0-1, 1-0) | Canada | Hallenstadion 4 318 spectateurs |

| Feuille de match | Feuille de match                                                                                      | Feuille de match    | Feuille de match                                                                   | Feuille de match                                      |
| ---------------- | --- | ------------------- | ---------------------------------------------------------------------------------- | ----------------------------------------------------- |
|                  | Lamoureux (Lamoureux-Kolls) - 16 min 56 s Potter (Ruggiero, Knight) - 32 min 5 s Knight - 67 min 48 s | 1-0 1-1 2-1 2-2 3-2 | 19 min 52 s - Apps (Spooner, Piper) 56 min 4 s - Johnson (Hefford, Wakefield) (SN) | Arbitrage : Nicole Hertrich Z. Arazimova, T. Bjorkman |
| Jessie Vetter    | Gardiens                                                                                              | Shannon Szabados    |                                                                                    | Arbitrage : Nicole Hertrich Z. Arazimova, T. Bjorkman |
| 8 min            | Pénalités                                                                                             | 10 min              |                                                                                    | Arbitrage : Nicole Hertrich Z. Arazimova, T. Bjorkman |
| 50               | Tirs                                                                                                  | 53                  |                                                                                    | Arbitrage : Nicole Hertrich Z. Arazimova, T. Bjorkman |

### Classement final
|                    | Équipe     |
| ------------------ | ---------- |
| Médaille d'or      | États-Unis |
| Médaille d'argent  | Canada     |
| Médaille de bronze | Finlande   |
| 4                  | Russie     |
| 5                  | Suède      |
| 6                  | Suisse     |
| 7                  | Slovaquie  |
| 8                  | Kazakhstan |

- Relégué en Division IA en 2012

### Médaillées
| Championnes du monde États-Unis | Kacey Bellamy, Blake Bolden, Megan Bozek, Hannah Brandt, Caitlin Cahow, Alex Carpenter, Julie Chu, Kendall Coyne, Brianna Decker, Meghan Duggan, Molly Engstrom, Amanda Kessel, Hilary Knight, Monique Lamoureux-Kolls, Jocelyne Lamoureux, Gigi Marvin, Brianne McLaughlin, Amanda Pelkey, Jenny Potter, Josephine Pucci, Michelle Picard, Angela Ruggiero, Molly Schaus, Anne Schleper, Jen Schoullis, Kelli Stack, Kelley Steadman, Karen Thatcher, Jessie Vetter et Taylor Wasylk Entraîneur : Katey Stone Entraîneurs assistants : Mark Hudak et Hilary Witt |

| Argent Canada | Meghan Agosta, Gillian Apps, Vicki Bendus, Ann-Sophie Bettez, Courtney Birchard, Emmanuelle Blais, Tessa Bonhomme, Bailey Bram, Delaney Collins, Mallory Deluce, Gillian Ferrari, Laura Fortino, Brittany Haverstock, Jayna Hefford, Haley Irwin, Brianne Jenner, Rebecca Johnston, Christina Kessler, Liz Knox, Charline Labonté, Jocelyne Larocque, Noémie Marin, Stefanie McKeough, Meaghan Mikkelson, Caroline Ouellette, Cherie Piper, Marie-Philip Poulin, Lauriane Rougeau, Jesse Scanzano, Bobbie Jo Slusar, Britni Smith, Natalie Spooner, Kim St-Pierre, Shannon Szabados, Sarah Vaillancourt, Jennifer Wakefield, Catherine Ward, Tara Watchorn et Hayley Wickenheiser Entraîneur : Ryan Walter Entraîneurs assistants : Dan Church, Lisa Jordan, Sebastien Farrese |

| Bronze Finlande | Hallvar Essi, Maija Hassinen, Anne Helin, Jenni Hiirikoski, Venla Hovi, Mira Huhta, Mira Jalosuo, Michelle Karvinen, Rosa Lindstedt, Pia Lund, Nina Makinen, Terhi Mertanen, Tanja Niskanen, Christine Posa, Mariia Posa, Meeri Raisanen, Annina Rajahuhta, Karoliina Rantamaki, Noora Räty, Tiina Saarimaki, Jutta Stoltenberg, Susanna Tapani, Anne Tuomanen, Minnamari Tuominen, Saara Tuominen, Anna Vanhatalo, Tea Villila Entraîneur : Pekka Hamalainen Entraîneurs assistants : Jari Risku, Petteri Kilpivaara |

### Récompenses individuelles
| Équipe-type des médias.                                                       |
| Wickenheiser Karvinen Knight Cahow Mikkelson Tomčíková MVP : Zuzana Tomčíková |
| Wickenheiser Karvinen Knight Cahow Mikkelson Tomčíková MVP : Zuzana Tomčíková |

Équipe type IIHF :
- Meilleure gardienne : Noora Räty (FIN)
- Meilleure défenseure : Meaghan Mikkelson (CAN)
- Meilleure attaquante : Monique Lamoureux-Kolls (USA)

### Statistiques individuelles
Pour les significations des abréviations, voir statistiques du hockey sur glace.
| Clt | Joueuse                 | Équipe     | PJ | B | A | Pts | Pun | +/- |
| --- | ----------------------- | ---------- | -- | - | - | --- | --- | --- |
| 1   | Hilary Knight           | États-Unis | 5  | 5 | 9 | 14  | 2   | +11 |
| 2   | Brianna Decker          | États-Unis | 5  | 4 | 7 | 11  | 8   | +10 |
| 3   | Michelle Karvinen       | Finlande   | 6  | 4 | 4 | 8   | 8   | +2  |
| 4   | Erika Holst             | Suède      | 5  | 2 | 6 | 8   | 2   | -2  |
| 5   | Meghan Duggan           | États-Unis | 5  | 4 | 3 | 7   | 2   | +5  |
| 6   | Monique Lamoureux-Kolls | États-Unis | 3  | 2 | 5 | 7   | 6   | +3  |
| 7   | Julie Chu               | États-Unis | 5  | 1 | 6 | 7   | 0   | +6  |
| 8   | Kendall Coyne           | États-Unis | 5  | 4 | 2 | 6   | 0   | +9  |
| 8   | Rebecca Johnston        | Canada     | 5  | 4 | 2 | 6   | 0   | +5  |
| 10  | Karoliina Rantamaki     | Finlande   | 6  | 4 | 2 | 6   | 4   | +1  |

| Clt | Joueuse            | Équipe     | PJ | Min          | BC | Moy  | %Arr  | Bl |
| --- | ------------------ | ---------- | -- | ------------ | -- | ---- | ----- | -- |
| 1   | Noora Räty         | Finlande   | 5  | 304 min 5 s  | 10 | 1,97 | 95,71 | 0  |
| 2   | Shannon Szabados   | Canada     | 3  | 127 min 48 s | 3  | 1,41 | 95,31 | 1  |
| 3   | Jessie Vetter      | États-Unis | 4  | 187 min 48 s | 4  | 1,28 | 95,24 | 0  |
| 4   | Zuzana Tomčíková   | Slovaquie  | 5  | 305 min 0 s  | 13 | 2,56 | 94,8  | 1  |
| 5   | Kim Martin         | Suède      | 5  | 208 min 28 s | 6  | 1,73 | 93,02 | 1  |
| 6   | Florence Schelling | Suisse     | 5  | 288 min 50 s | 16 | 3,32 | 92,56 | 0  |
| 7   | Daria Obydennova   | Kazakhstan | 5  | 304 min 28 s | 21 | 4,14 | 91,86 | 0  |
| 8   | Anna Prugova       | Russie     | 6  | 291 min 40 s | 19 | 3,91 | 91    | 0  |

Nota : seules sont classées les gardiennes ayant joué au minimum 40 % du temps de jeu de leur équipe.
Pour les significations des abréviations, voir statistiques du hockey sur glace.

## Autres Divisions

### Division I
La Division I s'est déroulé du 11 au 17 avril 2011 au Eissporthalle à Ravensburg en Allemagne. Le Japon déclare forfait peu de temps avant le début de la compétition en raison du séisme de 2011 de la côte Pacifique du Tōhoku. Étant donné qu'il s'agit d'un cas de force majeure, l'IIHF décide de conserver le Japon en Division I pour l'édition suivante et de rétrograder l'équipe classée cinquième.
Vainqueurs de toutes leurs rencontres, les hôtes allemandes sont promues dans le groupe élite. La différence de but particulière est nécessaire pour départager la Lettonie (+1), l'Autriche (0) et la Chine (-1). Tout juste rétrogradées de l'élite, les chinoises enregistrent leur seconde relégation consécutive,.
| Clt   | Équipe          | PJ | V | VP | D | DP | BP | BC | Diff | Pts |
| ----- | --------------- | -- | - | -- | - | -- | -- | -- | ---- | --- |
| +001, | Allemagne       | 4  | 4 | 0  | 0 | 0  | 12 | 2  | +10  | 12  |
| +002, | Norvège         | 4  | 3 | 0  | 1 | 0  | 13 | 7  | +6   | 9   |
| +003, | Lettonie        | 4  | 1 | 0  | 3 | 0  | 5  | 7  | -2   | 3   |
| +004, | Autriche        | 4  | 1 | 0  | 3 | 0  | 6  | 12 | -6   | 3   |
| +005, | Chine           | 4  | 1 | 0  | 3 | 0  | 8  | 16 | -8   | 3   |
| x     | Japon - Forfait |    |   |    |   |    |    |    |      |     |

- Promu en Division élite pour 2012
- Relégué en Division I-B pour 2012

- Meilleures joueuses
  - Meilleure gardienne de but : Lolita Andrisevska (Lettonie)
  - Meilleure défenseure : Susann Götz (Allemagne)
  - Meilleure attaquuante : Line Bialik (Norvège)
  - Meilleure pointeuse : Line Bialik (Norvège), 7 pts (7 aides)

### Division II
La Division II s'est déroulée du 4 au 10 avril 2011 à la patinoire de Caen-la-Mer à Caen en France. Peu de temps avant le début du tournoi, la Corée du Nord déclare forfait en raison de difficultés financières. Elle est reléguée en Division III pour l'édition 2012, chacune de ses rencontres étant comptabilisée comme des défaites sur le score de 5-0.
En remportant toutes ses parties, la République tchèque termine première et est promue en Division I, une édition après l'avoir quitté,.
| Clt   | Équipe          | PJ | V | VP | D | DP | BP | BC | Diff | Pts |
| ----- | --------------- | -- | - | -- | - | -- | -- | -- | ---- | --- |
| +001, | Tchéquie        | 5  | 5 | 0  | 0 | 0  | 23 | 2  | +21  | 15  |
| +002, | France          | 5  | 4 | 0  | 1 | 0  | 13 | 5  | +8   | 12  |
| +003, | Danemark        | 5  | 3 | 0  | 2 | 0  | 17 | 12 | +5   | 8   |
| +004, | Italie          | 5  | 2 | 0  | 3 | 0  | 11 | 9  | +2   | 6   |
| +005, | Grande-Bretagne | 5  | 1 | 0  | 4 | 0  | 10 | 21 | -11  | 3   |
| +006, | Corée du Nord   | 5  | 0 | 0  | 5 | 0  | 0  | 25 | -25  | 0   |

- Promu en Division I-A pour 2012
- Relégué en Division II-A pour 2012

- Meilleures joueuses
  - Meilleure gardienne de but : Caroline Baldin (France)
  - Meilleure défenseure : Kateřina Flachsová (République tchèque)
  - Meilleure attaquuante : Josefine Jakobsen (Danemark)
  - Meilleure pointeuse : Nikola Tomigová (République tchèque), 8 pts (6 buts et 2 aides)

### Division III
La Division III s'est déroulée du 1er au 6 février 2011 à la HISS Arena à Newcastle en Australie.
Lors de la dernière journée, les deux équipes invaincues, l'Australie et les Pays-Bas, s'affrontent pour la première place. Les néerlandaises, qui ont joué cette saison en Ligue élite de hockey féminin, s'imposent après une séance de tirs de fusillade à la fin d'une partie très serrée et sont promues en Division II pour la saison suivante. De son côté, la Belgique qui s'est inclinée lors de chacun de ses matchs est reléguée en Division IV,.
| Clt   | Équipe    | PJ | V | VP | D | DP | BP | BC | Diff | Pts |
| ----- | --------- | -- | - | -- | - | -- | -- | -- | ---- | --- |
| +001, | Pays-Bas  | 5  | 4 | 1  | 0 | 0  | 33 | 4  | +29  | 14  |
| +002, | Australie | 5  | 4 | 0  | 0 | 1  | 22 | 9  | +13  | 13  |
| +003, | Hongrie   | 5  | 2 | 1  | 2 | 0  | 27 | 11 | +16  | 8   |
| +004, | Slovénie  | 5  | 2 | 0  | 2 | 1  | 19 | 16 | +3   | 7   |
| +005, | Croatie   | 5  | 1 | 0  | 4 | 0  | 5  | 29 | -24  | 3   |
| +006, | Belgique  | 5  | 0 | 0  | 5 | 0  | 3  | 40 | -37  | 0   |

- Promu en Division I-B pour 2012
- Relégué en Division II-B pour 2012

- Meilleures joueuses
  - Meilleure gardienne de but : Claudia van Leeuwen (Pays-Bas)
  - Meilleure défenseure : Kitti Trencsenyi (Hongrie)
  - Meilleure attaquuante : Natasha Farrier (Australie)
  - Meilleure pointeuse : Fanni Gasparics (Hongrie), 13 pts (6 buts et 7 aides)

### Division IV
La Division IV s'est déroulé du 27 mars au 1er avril 2011 à la Skautahöllin í Laugardal à Reykjavik en Islande. L'équipe d'Estonie qui devait participer annonce en automne 2010 qu'elle ne sera pas présente et est rétrogradée en Division V pour l'édition 2012[réf. nécessaire].
Avec quatre victoires en autant de parties jouées, l'Ice Fernz, surnom de la sélection néo-zélandaise, gagne la promotion en Division III, la première de son histoire. La Corée du Sud et l'Islande complètent le podium tandis que la Roumanie et l'Afrique du Sud terminent respectivement quatrième et cinquième,.
| Clt   | Équipe            | PJ | V | VP | D | DP | BP | BC | Diff | Pts |
| ----- | ----------------- | -- | - | -- | - | -- | -- | -- | ---- | --- |
| +001, | Nouvelle-Zélande  | 4  | 4 | 0  | 0 | 0  | 20 | 6  | +14  | 12  |
| +002, | Corée du Sud      | 4  | 3 | 0  | 1 | 0  | 15 | 6  | +9   | 9   |
| +003, | Islande           | 4  | 2 | 0  | 2 | 0  | 10 | 10 | 0    | 6   |
| +004, | Roumanie          | 4  | 1 | 0  | 3 | 0  | 9  | 15 | -6   | 3   |
| +005, | Afrique du Sud    | 4  | 0 | 0  | 4 | 0  | 4  | 21 | -17  | 0   |
| x     | Estonie - Forfait |    |   |    |   |    |    |    |      |     |

- Promu en Division II-A pour 2012
- Relégué en Division II-B pour 2012

- Meilleures joueuses
  - Meilleure gardienne de but : Shin So-Jung (Corée du Sud)
  - Meilleure défenseure : Anna Agustsdottir (Islande)
  - Meilleure attaquuante : Emma Gray (Nouvelle-Zélande)
  - Meilleure pointeuse : Emma Gray (Nouvelle-Zélande), 11 pts (6 buts et 5 aides)

### Division V
Avec la première participation de quatre nouvelles sélections, une Division V est organisée pour la première fois de l'histoire du championnat du monde féminin. Elle a lieu du 14 au 19 mars 2011 au Palais des sports d'hiver à Sofia en Bulgarie.
Les sélections débutantes sont la Bulgarie, pays hôte, l'Espagne, l'Irlande et la Pologne. Parmi elles, seules les bulgares ont déjà disputé un tournoi officiel à l'occasion des qualifications olympiques en septembre 2008. De son côté, l'équipe de Turquie dispute son troisième mondial, ses deux précédentes sorties, en 2007 et 2008, s'étant conclues à chaque reprise par une sixième et dernière place en Division IV.
Les Espagnoles et les Polonaises dominent aisément leurs opposants, réalisant un blanchissage à chaque fois. Leur confrontation lors de la quatrième journée de compétition se prouve celle décisive pour la promotion. Après une rencontre serrée, la Pologne s'impose en prolongation, gagnant ainsi le droit de jouer en Division IV de l'édition 2012. Les hôtes bulgares terminent troisième devant la Turquie et l'Irlande. À noter que durant ce tournoi, toutes les équipes à l'exception de l'Irlande ont remporté leur première victoire,.
| Clt   | Équipe   | PJ | V | VP | D | DP | BP | BC | Diff | Pts |
| ----- | -------- | -- | - | -- | - | -- | -- | -- | ---- | --- |
| +001, | Pologne  | 4  | 3 | 1  | 0 | 0  | 61 | 4  | +57  | 11  |
| +002, | Espagne  | 4  | 3 | 0  | 0 | 1  | 32 | 5  | +27  | 10  |
| +003, | Bulgarie | 4  | 2 | 0  | 2 | 0  | 5  | 27 | -22  | 6   |
| +004, | Turquie  | 4  | 1 | 0  | 3 | 0  | 4  | 23 | -19  | 3   |
| +005, | Irlande  | 4  | 0 | 0  | 4 | 0  | 0  | 43 | -43  | 0   |

- Promu en Division I-B pour 2012

- Meilleures joueuses
  - Meilleure gardienne de but : Kamelia Ivanova (Bulgarie)
  - Meilleure défenseure : Vanesa Abriquesta (Espagne)
  - Meilleure attaquuante : Karolina Pozniewska (Pologne)
  - Meilleure pointeuse : Magdalena Szynal (Pologne), 20 pts (10 buts et 10 aides)